# Гуанако
Гуана́ко (Lama guanicoe, від кеч. wanaku) — ссавець роду лам родини верблюдових. Вважається предком одомашнених лами і альпаки.

## Зовнішній вигляд
Тварина стрункої, легкої статури, по пропорціях нагадує оленя або антилопу, але з більш витягнутою шиєю. Довга шия гуанако служить балансиром при ходьбі та бігу. Довжина тіла 120—175 см, довжина хвоста — 15—25 см, висота в загривку 90—130 см; маса — 115—140 кг. Кінцівки двопалі, збереглися тільки третій і четвертий пальці. Ступні вузькі, рухомі, між пальцями глибоко розчленовані.
От як описує Джеральд Даррелл гуанако в книзі «Земля шерехів»:

«У нього були довгі, виточені, як у скакового коня, ноги, струнке тіло і довга граціозна шия, що дещо нагадувала жираф'ячу. Писок набагато довший і витонченіший, ніж у лами, але з таким же зарозумілим виразом. Очі були чорні і величезні. Прядаючи маленькими витонченими вухами і підкинувши підборіддя, гуанако як би роздивлявся нас в уявний лорнет. Позаду нього тісною і боязкою зграйкою стояли три його дружини і два малюки, кожен ростом не більше тер'єра. Величезні, широко розкриті очі додавали їм до того безневинний вигляд, що це видовище викликало в жіночої половини експедиції захоплені зітхання й сюсюкання. Хутро тварин було не брудно-бурим, як я чекав, а майже червоним. Тільки у шиї і ніг був світлий відтінок, як у піску на сонці, а тулуб був покритий густим хутром красивого червонувато-коричневого кольору».

## Хутро
Волокно хутра гуанако дуже цінується за м'якість та використовується для виготовлення дорогих тканин, поступаючись лише хутру вікуній. Шкіри гуанако, особливо молоді, часто використовуються замість шкір рудої лисиці через дуже схожу структуру. Як і його одомашнений родич, лама, гуанако має два шари волосся, грубий зовнішній та м'якший внутрішній, приблизно 16—18 мікрон в діаметрі, що тонкіше навіть за кашмірську вовну.

## Розповсюдження
Мешкає в пампах, напівпустелях і високогір'ях Анд від південного Перу через Чилі і Аргентину до Вогняної Землі. Невелика популяція існує в західному Парагваї. Підіймається до висоти 4000 м над рівнем моря.

## Спосіб життя і живлення

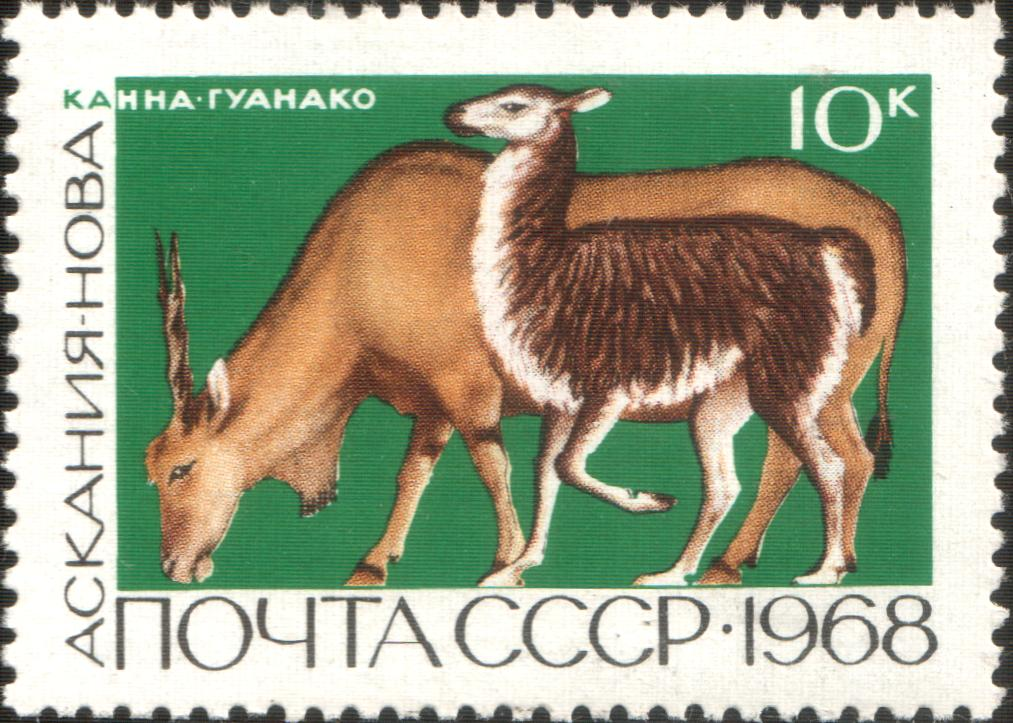

Гуанако здатний розвивати швидкість до 56 км/год. Біг важливий для виживання цих тварин, оскільки вони мешкають на відкритих місцях. Це травоїдні тварини, здатні довгий час обходитися без води. Також ці тварини — прекрасні плавці.
Природні вороги гуанако: собаки, гривасті вовки (Chrysocyon brachyurus) та пуми. У випадку загрози стадо часто розсипається.

## Соціальна структура і розмноження
Гуанако — стадна полігамна тварина. Один дорослий самець водить до 20 голів самок і молодих особин, виганяючи самців, що підросли, старше 6—12 місяців, інших дорослих самців та іноді самок. У сімейні групи входять тільки 18 % дорослих самців; інші живуть чоловічими групами або поодинці.
Шлюбний сезон у гуанако проходить від серпня (на півночі ареалу) до лютого (на півдні). У цей період між самцями відбуваються бійки за володіння самками. Як і верблюди, гуанако підіймаються на задні ноги, придавлюють один одного шиями, кусаються, б'ють передніми ногами, плюють слиною і вмістом шлунку. Спаровування гуанако, як і верблюдів, відбувається в положенні лежачи.
Вагітність триває 11 місяців. Народжується один, рідше два дитинчата. Молочне годування продовжується 4 місяці. Статевозрілими самки стають до 2 років.
Тривалість життя в природі — 20 років; у неволі до 28 років.

## Статус популяції та охорона
Чисельність виду помітно скорочується. Причина криється в тому, що гуанако є об'єктом полювання заради шкіри, цінної вовни та м'яса, а також складає конкуренцію худобі на пасовищах. У Чилі й Перу гуанако знаходяться під захистом держави.